# دانيال باربو
دانيال باربو (بالرومانية: Daniel Barbu)‏ هو عالم اجتماع ومؤرخ روماني، ولد في 21 مايو 1957 في بوخارست في رومانيا.